# 宍塚
宍塚（ししつか）は茨城県土浦市の地名。一中地区に属する地域の一つ。

## 地理

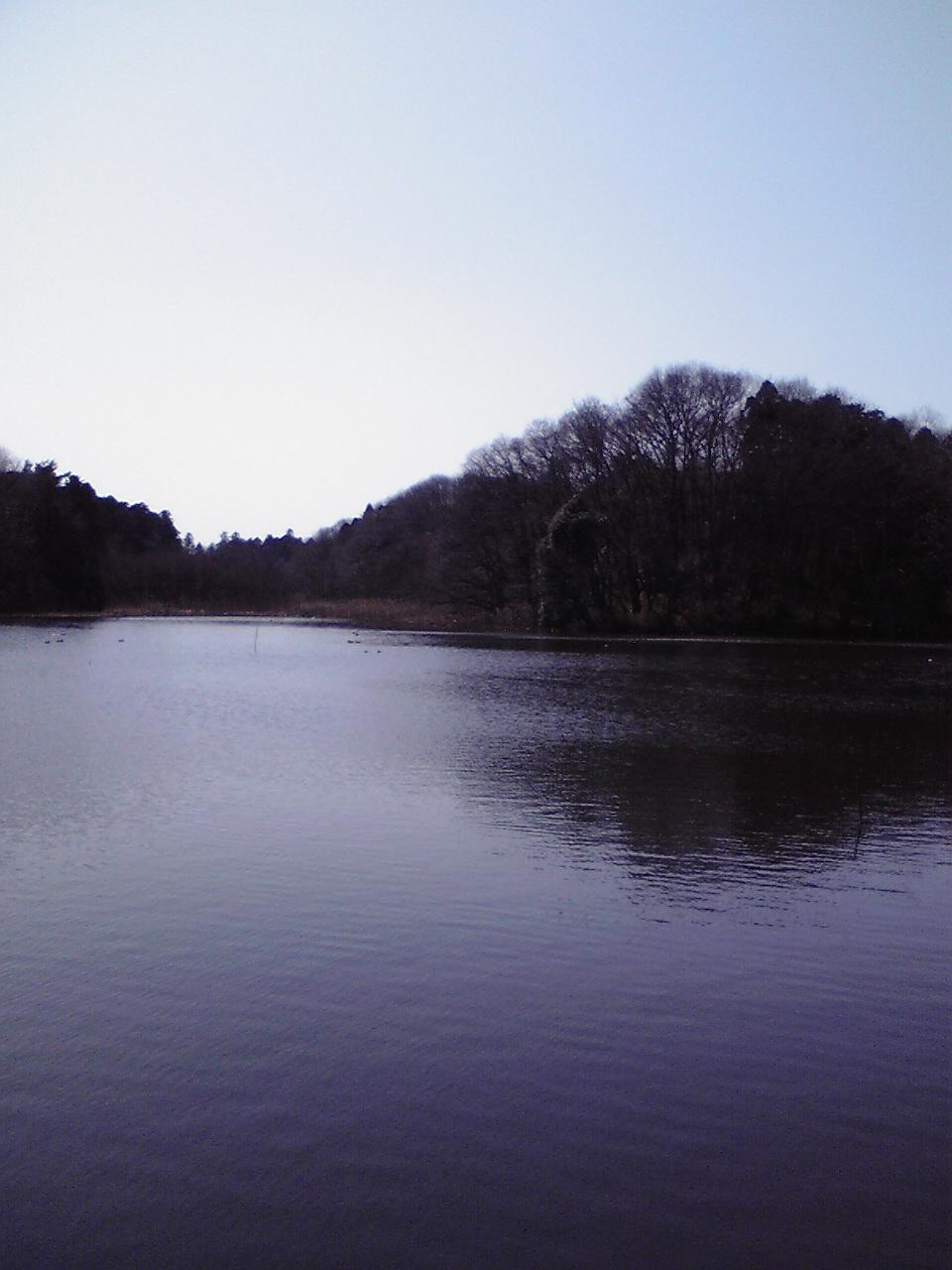
宍塚大池

土浦市街地の西方に位置し、土浦市とつくば市との境にある。都市近郊型里山としての自然が残る。開発計画が持ち上がっていたが、各大学や公的研究機関による研究、特定非営利活動法人宍塚の自然と歴史の会による保全活動などにより、その価値が見直されつつある。
2014年現在、大字としての宍塚は行政単位としては使用されず、宍塚の一部が行政区「宍塚町」と称されている。

## 歴史
江戸期より信太郡の村としてみられる地名で、「完塚」とも書かれた。戦国期は結城氏領、慶長6年（1601年）から常陸土浦藩領、元和3年（1617年）に一時幕府領となったのち、翌元和4年（1618年）から再度土浦藩領となった。

### 沿革
- 1889年（明治22年）4月1日 - 町村制施行により、信太郡宍塚村が佐野子村・飯田村・矢作村・下高津村・中高津村・上高津村・小松村および新治郡粕毛村と合併して信太郡中家村が発足。宍塚村は中家村大字宍塚となる。
- 1896年（明治29年）3月29日 - 中家村の所属が信太郡から新治郡に変更。
- 1937年（昭和12年）4月1日 - 中家村が新治郡土浦町に編入。中家村大字宍塚は土浦町大字宍塚となる。
- 1940年（昭和15年）11月3日 - 土浦町と真鍋町が合併し土浦市が発足。土浦町大字宍塚は土浦市大字宍塚となる。
- 2006年（平成18年）2月20日 - 新治村が土浦市へ編入されるのに合わせ、住所表記から「大字」が削除。土浦市大字宍塚は土浦市宍塚となる[6]。

### 竜巻の襲来
2009年（平成21年）10月8日午前5時頃、台風18号に連動して宍塚で竜巻が発生、2人の怪我人と114棟の住宅被害を出した。
竜巻の威力は凄まじく、宍塚郵便局の屋根が飛ばされたり、電柱・信号機が折れるなどした。

## 世帯数と人口
2022年（令和4年）1月1日現在の世帯数と人口は以下の通りである。
| 町丁 | 世帯数  | 人口  |
| ---- | ------- | ----- |
| 宍塚 | 693世帯 | 276人 |

## 小・中学校の学区
市立小・中学校に通う場合、学区は以下の通りとなる。
| 番地 | 小学校               | 中学校                 |
| ---- | -------------------- | ---------------------- |
| 一部 | 土浦市立土浦小学校   | 土浦市立土浦第一中学校 |
| 一部 | 土浦市立下高津小学校 | 土浦市立土浦第四中学校 |

## 交通

### 道路
- 茨城県道24号土浦境線

### 路線バス
- 宍塚停留所 - 関東鉄道バス

## 施設
- 土浦宍塚郵便局
- 土浦労働総合庁舎 - 2019年1月に宍塚へ移転[9]
  - 土浦労働基準監督署[9]
  - ハローワーク土浦（土浦公共職業安定所）[9]
- 土浦市立宍塚小学校 - 2014年3月をもって閉校となり、宍塚小学校学区は土浦小学校に統合された。